# P.C. la Cour
Peter Christian la Cour (født 26. januar 1805 i Odder, død 16. marts 1865) var en dansk præst og politiker.
La Cour blev født i Odder i 1805 som søn af degn Jørgen la Cour (1767-1809) og hustru Charlotte Christine Guldberg (1777-1826). Han var bror til folketingsmand Lauritz Ulrik la Cour og halvbror på mødrene side til Immanuel Barfod.
Fra 1815 boede la Cour hos sin fars fætter, brovst Bregendahl i Skive hvor han gik på Borgerskolen. Han blev student fra Århus Katedralskole 1822-1824 og var huslærer for provst i Faxe Hans Peter Barfod, som var blevet gift med hans mor i 1817, før han blev cand.theol. i 1831. Han vendte derefter tilbage til Faxe hvor han blev i 1837 blev personel kapellan for Hans Peter Barfod. La Cour blev sognepræst i Nimtofte-Tøstrup Sogn i 1837, i Ålsø-Hoed Sogne i 1853 og i Odder Sogn i 1861.
La Cour var medlem af Den Grundlovgivende Rigsforsamling valgt i Randers Amts 4. distrikt (Grenå) og medlem af Folketinget valgt i Randers Amts 4. valgkreds (Grenåkredsen) 1849-1852. Han genopstillede ikke i 1852 eller senere.